# グエン・ホン・ハー
グエン・ホン・ハー（ベトナム語：Nguyễn Hồng Hà / 阮紅河、1964年8月21日 - ）は、ベトナムの外交官。ベトナム外務省傘下外交大学での奉職に加えて、ハノイで本省勤務、カナダとアメリカ合衆国で在外勤務。2021年2月から在大阪総領事を務めていたが、2022年10月4日に収賄容疑でベトナム公安省傘下の治安捜査機関に逮捕されて解任。最終学歴はジョンズ・ホプキンズ大学高等国際関係大学院（公共政策修士課程、国際関係論・国際経済学修士号）。母語のベトナム語のほか英語に堪能。既婚、一児の父。

## 経歴
- 1990年3月 - 1992年12月: ベトナム外交大学（ベトナム語版、英語版） 東南アジア・アジア・太平洋研究課研究員[2][3]
- 1994年1月 - 1995年5月: ベトナム外交大学 総合事務局副局長[2][3]
- 1996年6月 - 1997年2月: ベトナム外交大学 学術研究管理室局長代理[2][3]
- 1997年3月 - 1998年7月: ベトナム外交大学 英語学部副学部長[2][3]
- 1999年6月 - 2001年10月: ベトナム外交大学 研究員[2][3]
- 2001年11月 - 2005年1月: 在カナダ大使館 二等書記官、一等書記官[2][3]
- 2005年2月 - 2007年11月: 外務省（ベトナム語版、英語版） アメリカ局デスクオフィサー[2][3]
- 2007年12月 - 2008年7月: ベトナム外交大学 情報図書館センター長[2][3]
- 2008年8月 - 2011年4月: ベトナム外交大学 総合事務局長[2][3]
- 2011年5月 - 2014年9月: 在アメリカ合衆国大使館（英語版） 領事部部長参事官、公使参事官[2][3]
- 2014年10月 - 2020年11月: 外務省 政府迎賓館（ベトナム語版、英語版）館長[2][3]
- 2021年2月17日 - 2022年10月: 在大阪総領事[2][3]、収賄容疑で逮捕されて解任[4]